# La Patrie en danger

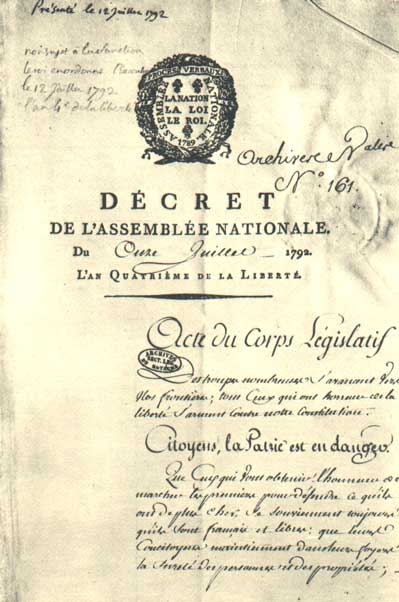
Décret de l'Assemblée nationale datant de 1792 et déclarant que « la Patrie est en danger ».

La Patrie en danger fait référence à une déclaration de l'Assemblée législative française datant du 11 juillet 1792, en réponse à l'entrée de la Prusse aux côtés de l'Autriche contre la France.
En accord avec la levée en masse déclarée l'année suivante, cette expression fait partie de l'idée grandissante de « guerre du peuple » qui s'est développée pendant la Révolution française, où l'idéologie « mobilisait non seulement la main-d'œuvre pour les armées régulières, mais inspirait également les citoyens ordinaires à se battre pour leur propre compte. »
Aux environs de 200 000 soldats s’engagèrent. Cet enthousiasme bien que fort n’était pas uniforme.

## Galerie d'images

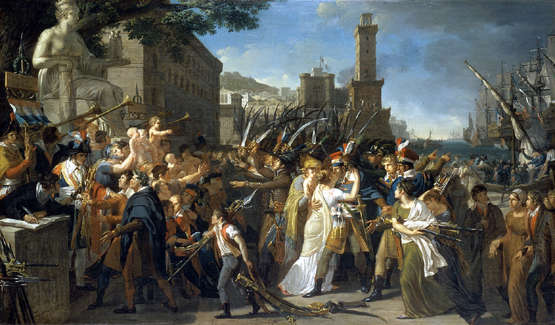
Guillaume Guillon-Lethière - La Patrie en Danger, 1799.